# هيسبيريا (ميشيغان)
هيسبيريا (بالإنجليزية: Hesperia, Michigan)‏ هي منطقة سكنية تقع في الولايات المتحدة في ميشيغان. يقدر عدد سكانها بـ 954 نسمة ومساحتها 2.23 كم2 وترتفع عن سطح البحر 228 متر.

## التركيبة السكانية
قام مكتب تعداد الولايات المتحدة بتحديد بيانات التركيبة السكانية لهيسبيريا في تعداد الولايات المتحدة. في ما يلي، التركيبة السكانية حسب تعدادي 2000 و2010.

### تعداد عام 2000
بلغ عدد سكان هيرشي 572 نسمة بحسب تعداد عام 2000، وبلغ عدد الأسر 232 أسرة وعدد العائلات 167 عائلة مقيمة في القرية. في حين سجلت الكثافة السكانية 1,142.4 نسمة لكل ميل مربع (441.1/كم2). وبلغ عدد الوحدات السكنية 249 وحدة بمتوسط كثافة قدره 497.3 نسمة لكل ميل مربع (192.0/كم2).
وتوزع التركيب العرقي للقرية بنسبة 91.61% من البيض و 0.52% من الأمريكيين ذوي الأصول الآسيوية و 0.17% من الأمريكيين الأفارقة و 0.87% من عرقين مختلطين أو أكثر.
بلغ عدد الأسر 232 أسرة كانت نسبة 34.9% منها لديها أطفال تحت سن الثامنة عشر تعيش معهم، وبلغت نسبة الأزواج القاطنين مع بعضهم البعض 57.8% من أصل المجموع الكلي للأسر، ونسبة 10.8% من الأسر كان لديها معيلات من الإناث دون وجود شريك، وكانت نسبة 27.6% من غير العائلات. تألفت نسبة 23.7% من أصل جميع الأسر من أفراد ونسبة 11.6% كانوا يعيش معهم شخص وحيد يبلغ من العمر 65 عاماً فما فوق. وبلغ متوسط حجم الأسرة المعيشية 2.93، أما متوسط حجم العائلات فبلغ 2.47.
بلغ العمر الوسطي للسكان 38 عاماً. وكانت نسبة 28.1% من القاطنين تحت سن الثامنة عشر، وكانت نسبة 7.2% بين الثامنة عشر والأربعة وعشرون عاماً، ونسبة 25.7% كانت واقعةً في الفئة العمرية ما بين الخامسة والعشرون حتى والأربعة وأربعون عاماً، ونسبة 26.0% كانت ما بين الخامسة والأربعون حتى الرابعة والستون، ونسبة 12.9% كانت ضمن فئة الخامسة والستون عاماً فما فوق. يوجد لكل 100 أنثى 88.8 ذكر، ويوجد لكل 100 أنثى في الثامنة عشر من عمرها فما فوق 89.4 ذكر.
بلغ متوسط دخل الأسرة في القرية 36,875 دولار، أما متوسط دخل العائلة فبلغ 43,000 دولار. وكان متوسط دخل الذكور 31,500 دولار مقابل 16,848 دولار للإناث. وسجل دخل الفرد الخاص بالقرية 15,791 دولار. وكانت نسبة 9.7% من العائلات ونسبة 9.9% من السكان تحت خط الفقر، وكان من هؤلاء نسبة 8.7% تحت سن الثامنة عشر ونسبة 11.9% في الخامسة والستين من العمر وما فوق.

### تعداد عام 2010
بلغ عدد سكان هيرشي 665 نسمة بحسب تعداد عام 2010، وبلغ عدد الأسر 266 أسرة وعدد العائلات 193 عائلة مقيمة في القرية. في حين سجلت الكثافة السكانية 1,090.2 نسمة لكل ميل مربع (420.9/كم2). وبلغ عدد الوحدات السكنية 292 وحدة بمتوسط كثافة قدره 478.7 لكل ميل مربع (184.8/كم2).
وتوزع التركيب العرقي للقرية بنسبة 90.5% من البيض و 0.8% من الأمريكيين الأصليين و 0.3% من الأمريكيين ذوي الأصول الآسيوية و 0.3% من الأمريكيين الأفارقة و 2.6% من عرقين مختلطين أو أكثر.
بلغ عدد الأسر 266 أسرة كانت نسبة 34.2% منها لديها أطفال تحت سن الثامنة عشر تعيش معهم، وبلغت نسبة الأزواج القاطنين مع بعضهم البعض 57.9% من أصل المجموع الكلي للأسر، ونسبة 7.9% من الأسر كان لديها معيلات من الإناث دون وجود شريك، بينما كانت نسبة 6.8% من الأسر لديها معيلون من الذكور دون وجود شريكة وكانت نسبة 27.4% من غير العائلات. تألفت نسبة 21.1% من أصل جميع الأسر من أفراد ونسبة 8.6% كانوا يعيش معهم شخص وحيد يبلغ من العمر 65 عاماً فما فوق. وبلغ متوسط حجم الأسرة المعيشية 2.94، أما متوسط حجم العائلات فبلغ 2.50.
بلغ العمر الوسطي للسكان 40.6 عاماً. وكانت نسبة 25.9% من القاطنين تحت سن الثامنة عشر، وكانت نسبة 5.7% بين الثامنة عشر والأربعة وعشرون عاماً، ونسبة 23.7% كانت واقعةً في الفئة العمرية ما بين الخامسة والعشرون حتى والأربعة وأربعون عاماً، ونسبة 30.3% كانت ما بين الخامسة والأربعون حتى الرابعة والستون، ونسبة 14.6% كانت ضمن فئة الخامسة والستون عاماً فما فوق. وتوزع التركيب الجنسي للسكان بنسبة 49.0% ذكور و51.0% إناث.